# 응오딘레꾸옌
응오딘레꾸옌(베트남어: Ngô Đình Lệ Quyên, 1959년 7월 26일 ~ 2012년 4월 16일)은 베트남 태생의 이탈리아의 변호사이다.
남베트남 사이공(현재의 베트남 호찌민 시)의 정치인인 응오딘뉴와 그의 아내인 쩐레쑤언의 딸로 태어났으며 1963년 11월 2일 남베트남에서 일어난 군사 쿠데타로 인해 가족들과 함께 이탈리아 로마로 피신했다. 1969년에는 이탈리아에서 난민 자격을 부여받았고 로마 라 사피엔차 대학교 법학과를 졸업했다.
1989년부터 이탈리아 로마에서 변호사로 근무했으며 도시 개발 정책, 이민 정책 수립 과정에 참여했다. 2008년에는 이탈리아 내무부로부터 이탈리아 시민권을 취득했다. 2012년 4월 16일 이탈리아 로마의 도로에서 일어난 모터사이클 사고로 인해 사망했다.